# Вечірня газета
«Вечірня газета» — міська газета-вісник Кропивницької міської ради, інформаційно-аналітичний тижневик.
Виходить друком у п'ятницю.

## Загальні дані
Свідоцтво про реєстрацію — КГ № 0201-у від 30 липня 1998 року.
Адреса редакції: 
вул. Велика Перспективна, 41, кімн. 405 , м. Кропивницький—25006 (Україна).
Головний редактор — Олена Колесникович (Кобець).

## З історії та сьогодення газети
«Вечірня газета» була заснована в липні 1990 року — перше число періодичного видання вийшло 22 липня.
Виникнувши під час перебудовних процесів, які охопили в той час увесь простір колишнього Радянського Союзу, становлення національної свідомості українського народу з проголошенням незалежності нашої держави, видання крокувало в ногу із часом. В час, коли старі комуністичні видання зникали, а утворювались нові — демократичного спрямування, саме «Вечірня газета» стала справжнім «дзеркалом» усіх процесів, що охопили суспільство.
Будучи із самого початку муніципальною (заснованою міською радою), «Вечірня газета» 8 років мала статус громадсько-політичного тижневика. Саме в цей час зріс її авторитет і тираж. У 1998 році «Вечірня газета» отримала статус вісника міської ради, що сприяло повнішому і акцентованому висвітленню діяльності органів місцевого самоврядування.
Станом на 26 червня 2009 року тираж тижневика становить 10 101 примірник.  
У теперішній час (кінець 2000-х років) журналістський колектив очолює головний редактор Олена Колесникович (Кобець). До складу колективу видання входять журналісти Віктор Крупський, Юрій Лісниченко, Оксана Верстюк, фотограф Олег Шрамко, комерційний директор Андрій Цапурдєєв, верстальник Сергій Толмачов, коректор Світлана Надутенко, головний бухгалтер Ольга Шпак. 
Колектив «Вечірки» неодноразово перемагав у творчих журналістських конкурсах, нагороджувався різноманітними грамотами та отримував подяки від різноманітних владних структур, громадських організацій тощо. 
Нині «Вечірня газета» є невід'ємною частиною медійного ринку міста і області.

## Виноски
1. ↑  Про «Вечірку» [Архівовано 4 березня 2016 у Wayback Machine.] на Інформаційно-аналітичний електронний додаток до тижневика «Вечірня газета» [Архівовано 1 травня 2010 у Wayback Machine.]
2. ↑  Вісник Кіровоградської міської ради «Вечірня газета» // Місто і люди. Єлисаветград — Кіровоград, 1754—2004. Ілюстрована енциклопедія., Кіровоград: , «Імекс-ЛТД», 2004, стор. 266